# Nello Paperini
Nello Paperini (Florencia, Toscana, Italia, 1 de noviembre de 1891 - 30 de marzo de 1966), fue un empresario italiano; impulsor de la municipalización de Navolato, Sinaloa y de diversas obras para el beneficio de la región.

## Primeros años
Nacido en la Toscana, hijo de Eugenio Paperini y Geovanna Dreoni originarios de Vicchio, Paperini estudió técnico bancario en su natal Florencia. Al unirse Italia en 1915 a la guerra Nello participa en el Frente Italiano, al finalizar el conflicto regresa a su hogar. Se opuso al fascismo de Benito Mussolini por lo que se vio obligado a emigrar a México donde se integra rápidamente a diversas actividades empresariales entre las ciudades de Guadalajara y Culiacán.

## Vida en Navolato
En 1943 llegó a Navolato como administrador del hotel propiedad de los hermanos Jorge y Jesús Almada Salido, de quienes fungió como asesor empresarial en la creación de varios negocios, como lo fueron la Cervecería Humaya, la Cordelería, el hotel Tres Ríos y entre otros, estas actividades le permitieron a Paperini involucrarse en la vida navolatense.
Mientras administraba el Casino de Navolato fundó el restaurante Florencia, en 1947 se retira de la actividad restaurantera para inaugurar la "Super Tienda Paperini", un establecimiento comercial pionero de los almacenes departamentales, lo que significó una gran fuente de trabajo para los habitantes de Navolato, convirtiéndolo en el pilar de sus actividades cotidianas y en un símbolo regional, incorporando a los habitantes de la región al disfrute de servicios y marcas de prestigio, antes reservados a las grandes ciudades. 
Desde la tienda organizó los festejos conmemorativos del 10 de mayo o eventos deportivos de gran tradición, permitiéndole tiempo para patrocinar y dirigir el primer equipo de futbol en la historia de Navolato, y al que hizo campeón muchas veces; participó junto con Don Antonio Bonifant en la lucha cívica y política Pro Municipio Libre de Navolato.

## Tributo
Como un homenaje a la visión de Nello, el cabildo de Navolato presidido por Evelio Plata Inzunza cambió el nombre de la carretera Navolato - Baricueto por el de Nello Paperini Dreoni el 23 de agosto de 2013.

## Hemerografía
- Burgueño Aguilar, Eduardo (1995). «Nello Paperini Dreoni, Italiano de origen, pero mexicano de corazón». Presagio, Revista de Sinaloa (Presagio). Época II (69): 18. Consultado el 31 de enero de 2019.

- Datos: Q61286509